# Milton Mills
Milton Mills es un lugar designado por el censo ubicado en el condado de Strafford en el estado estadounidense de Nuevo Hampshire. En el Censo de 2010 tenía una población de 299 habitantes y una densidad poblacional de 133,15 personas por km².

## Geografía
Milton Mills se encuentra ubicado en las coordenadas 43°30′24″N 70°58′0″O / 43.50667, -70.96667. Según la Oficina del Censo de los Estados Unidos, Milton Mills tiene una superficie total de 2.25 km², de la cual 2.23 km² corresponden a tierra firme y (0.81%) 0.02 km² es agua.

## Demografía
Según el censo de 2010, había 299 personas residiendo en Milton Mills. La densidad de población era de 133,15 hab./km². De los 299 habitantes, Milton Mills estaba compuesto por el 99% blancos, el 0% eran afroamericanos, el 0% eran amerindios, el 0% eran asiáticos, el 0% eran isleños del Pacífico, el 0% eran de otras razas y el 1% pertenecían a dos o más razas. Del total de la población el 0% eran hispanos o latinos de cualquier raza.